# 海軍条約文書事件
「海軍条約文書事件」（かいぐんじょうやくぶんしょじけん、原題 The Naval Treaty）は、イギリスの小説家、アーサー・コナン・ドイルによる短編小説。シャーロック・ホームズシリーズの一つで、56ある短編小説のうち23番目に発表された作品である。イギリスの『ストランド・マガジン』1893年10月号・11月号、アメリカの『ハーパーズ・ウィークリー』1893年10月14日・21日号に発表。同年発行の第2短編集『シャーロック・ホームズの思い出』(The Memoirs of Sherlock Holmes) に収録された。

## あらすじ
正典にはワトスンの結婚直後の7月に起こった事件と記されている。
ワトスンの古い学友で、名門の家の出のパーシー・フェルプスから手紙がきた。きわめて重大な事件が起きたので、ホームズを連れてウォキングまで来てほしいという依頼だった。ホームズはその手紙を読んで、ワトスンとともにウォキングに向かった。
フェルプス邸に着いた2人は、ジョセフ・ハリソンと名乗る男に出迎えられた。彼は、フェルプスの婚約者アニー・ハリソンの兄だという。フェルプスの部屋に案内されると、そこにはやつれ果てた彼と婚約者アニーがいた。フェルプスは事件の内容を話した。
現在の彼は、外務大臣の伯父ホールドハースト卿のつてで外務省の高官を務めている。10週間前、イギリスとイタリアの間で締結が内定した旨の海軍条約文書を謄本化するように、と伯父から極秘裏に指示された。フェルプスは同僚が退室するのを待ち、一人だけになってから写本に取り掛かった。やがて眠気をもよおしたので、外務省の建物に常駐している便利屋にコーヒーを頼もうとし、呼び鈴の紐を引いた。見知らぬ女がやってきたが、彼女は便利屋の妻だと名乗りコーヒーを入れるために帰っていった。フェルプスはコーヒーがなかなか届かないので、便利屋の部屋まで下りてみた。便利屋はうたた寝をしていて、コーヒー用のお湯が沸騰していた。彼を起こすと、妻は帰ったという。その時、呼び鈴が鳴った。それがフェルプスの部屋で紐が引かれたものであることを知り、2人で急いで部屋に上ってみたが、誰もいなかった。机の上においていた条約文書は、副本は残っていたが、原本が消えていた。階段を上ってくるとき誰にも会わなかったので、犯人は裏口から逃げたと考えたフェルプスと便利屋は、近くの路上にいた巡査に尋ねた。巡査はしばらく前からここにいるが、通ったのは一人の女だけと答える。その姿と人相を聞いた便利屋は、自分の妻だといった。巡査とともに便利屋の家に先回りして待っていると、妻が帰ってきた。便利屋の娘が、人が来ていると伝えると、妻は慌てて台所へ行った。理由を聞けば差押え屋と間違えたと答える。台所では物を燃やした形跡はなく、妻の身体検査をしても何も出てこない。
ほんの僅かな隙に、発表の日まで内容を機密にしておくべき原本が盗まれてしまったのだ。フェルプスはショックで錯乱状態に陥り、ジョセフが使っていた部屋を空けてもらい、9週間ものあいだずっと寝たきりでいたという。そのあいだ、日中は婚約者アニーが、夜間は雇いの看護婦が世話してくれていた。1週間前に症状がやや回復したフェルプスは、すぐに事件の捜査状況を問い合わせた。便利屋夫婦を徹底的に調べても何も出てこないようだし、外務省の部屋に最後まで残って仕事をしていた同僚もシロだった。そして最後の頼みの綱として、ワトスンに手紙を書きホームズを招いたのであった。
フェルプスから一通りの説明を聞いたあと、ホームズが質問した。条約文書を複写することを誰かに話したかと。フェルプスは命令を受けてから仕事を始めるまで、自宅には帰っていないし、外務省内でも誰にも話していないと答える。次にホームズは、家族関係者は外務省の内部を知っているかと尋ねた。フェルプスは、以前に一度だけ関係者に内部を案内したことがあると言う。ホームズとワトスンは一旦ロンドンに戻り、捜査を担当している刑事に話を聞いたが、捜査は進展していなかった。またホールドハースト卿にも会ったが、手掛かりはつかめなかった。誰がどうやって文書を盗んだのか、その文書は今どこにあるのか、文書の内容が公表されれば間違いなく国内外が紛糾する筈だが、未だ何事も起きていない事から、条約文書は国内に、そして犯人の手元に残っているはずだ、とホームズは推理する。
次の日、ホームズとワトスンが再びウォーキングを訪れると、フェルプスの部屋に泥棒が侵入しようとしたという。フェルプスの症状が落ち着いてきたので、昨夜から看護婦をつけないでいた。フェルプスが夜半過ぎに浅い眠りについたころ、窓のカギを外す物音で目覚めた。駆け寄ってみると窓の下に顔を隠した男が隠れていて、すぐに逃げ去ったという。犯人はナイフを持っているように見えたともいう。ホームズはこの話を聞き、策略を巡らす。常に側にいて看病を続けていたフェルプスの婚約者のアニーに、夜までフェルプスの部屋に留まること、寝るため自分の部屋に戻るときは、必ず鍵をかけることを指示した。そしてホームズとワトスンは、フェルプスを連れてロンドンへ戻ると言った。駅に着き、ロンドン行きの汽車が出発する直前、今度はホームズだけウォキングに残ると言いだした。そしてワトスンとフェルプスだけをロンドンにやった。
次の朝、馬車に乗ってホームズが帰ってきた。彼は手に包帯を巻いていたが、その説明はあとですると言った。やがてハドスン夫人が朝食を運んできた。ホームズは食欲旺盛で、次々に料理をたいらげてゆく。食欲のないフェルプスに、ホームズは目の前の料理だけでも食べろと勧めた。フェルプスが皿のふたを取ると、そこには盗まれた条約文書があった。狂喜乱舞するフェルプス。
フェルプスが落ち着いたところでホームズが、冗談が過ぎた事を詫びてから説明した。ワトスンたちと別れたあと近くの宿屋で時間をつぶし、夜になるとフェルプス邸の庭に忍び込み、フェルプスの部屋が見える場所で張り込んだ。アニーは指示どおり部屋にいて、自分の寝室に引き揚げるときはしっかりと鍵をかけた。やがて使用人用のドアが開き、ジョセフが現れた。彼はフェルプスの部屋の窓の掛け金を外して、中に忍び込んだ。そして床にある鉛管工事用の板を外して、そこから何かを取り出した。窓の外に出てきたジョセフと格闘して、この文書を取り返したときにホームズは手に怪我をした。ジョセフは株で大損をして、金が欲しかったようだ。外務省へフェルプスに会いに行って、たまたま机の上に文書を見つけ、価値のあるものと考えて盗んだ。そして自分の部屋の床下に隠していたのだが、フェルプスの病室に使われるようになったため、文書を回収することができなかったのだった。
ワトスンがホームズに依頼を紹介するという珍しい話でもある。他には「技師の親指」に例がある。
また、ワトスンはこの話を最後にホームズに関する執筆をやめるつもりだった事が「最後の事件」冒頭で語られている。

## 研究
「海軍条約文書事件」の冒頭には、「第二の汚点」という事件についての言及がある。ここで記された「ホームズがパリ警察と高名な探偵の前で、事件の真相を説明した」という場面は、1904年に発表された短編「第二の汚点」には存在しない。この食い違いについて、「ホームズがワトスンの原稿を読んで探偵に関わる部分を削除した」とする説や、「海軍条約文書事件」の発表が1893年という大空白時代であることから、この内容はホームズ宛の暗号だとする説がある。一方『詳注版 シャーロック・ホームズ全集』を発表したベアリング＝グールドの見解では、冒頭の言及で結婚直後の7月とあるのに対し、短編の「第二の汚点」では発生年代の10の位すら明らかにできないと書かれていることなどから、同名ではあるが別々の事件の記録なのだとしている。
この物語は1889年の事件とする説が根強い。そのため作中に登場する「外務大臣ホールドハースト卿」は当時の首相兼外務大臣ソールズベリー侯爵、その甥という設定で登場する「パーシー・フェルプス」はアーサー・バルフォアがモデルであろうとする説が存在する。また、盗まれた条約文書は1887年2月にイギリス・イタリア王国・スペイン・オーストリア＝ハンガリー帝国の4国間で締結された「地中海協定」がモデルである。
イギリスとイタリア間の条約にもかかわらず、条約文書がフランス語で書かれているのは、フランス語が外交上の公用語だったためである。